# Gonchigiyn Bumtsend
Gonchigiyn Bumtsend fue presidente de Mongolia, del periodo de 6 de julio de 1940 a su fecha de terminación en 23 de septiembre de 1953. Este presidente fue elegido mediante el partido Partido Revolucionario Popular de Mongolia.
Fue el octavo presidente de Mongolia.